# Chytonix lophophora
Chytonix lophophora là một loài bướm đêm trong họ Noctuidae.